# Banda X
La "banda X" és una part de la regió de microones de l'espectre electromagnètic. El seu rang de freqüències està comprès entre 7 i 12,5 GHz.
La porció de començament d'10,7-12,5 GHz se solapa amb la banda K  o . El terme s'usa també per a referir-informalment a la banda AM estesa. Per comunicacions per satèl·lit, l'estàndard per a la banda de baixada (per recepció de senyals) va de 7,25 a 7,75 GHz, mentre que el de la banda de pujada (per a l'enviament de senyals) va de 7,9 a 8/4 GHz La freqüència típica de l'oscil·lador local d'una banda X, és de 6.300 MHz.

## Usos
El radar de 3 cm és de banda estreta i utilitza freqüències compreses entre 5.2 a 10/9 GHz.
Hi ha diversos tipus de radar de banda X. Podem trobar radars d'ona contínua, premut, de pol únic, de pol doble, SAR, o phased array. El radar de banda X té diverses modalitats d'ús com per exemple, radar d'ús civil, militar i institucions governamentals, en aplicacions com radar meteorològic, tràfic de control aeri, defensa militar i altres.
Els sistemes de radar de banda X han suscitat un gran interès en les últimes dècades. La longitud d'ona relativament curta en aquesta banda de freqüències, permet obtenir una resolució bastant alta en la projecció d'imatge del radar, per a la identificació i discriminació del blanc.
En molts països, es reserva el segment 10.000 a 10.500 GHz per radioaficionats (no se sol utilitzar la porció compresa entre 10.27 a 10/3 GHz)

## Bandes de microones
L'espectre de microones es defineix usualment com l'energia electromagnètica que va des d'aproximadament 1 GHz fins a 100 GHz de freqüència, encara que un ús més antic inclou freqüències una mica més baixes. La majoria de les aplicacions més comunes es troben dins del rang d'1 a 40 GHz. Les bandes de freqüències de microones, segons la definició de la Radio Society of Great Britain (RSGB), es mostren en el següent quadre :
| banda L  | 1 – 2 GHz     |
| banda S  | 2 – 4 GHz     |
| banda C  | 4 – 8 GHz     |
| banda X  | 8 – 12 GHz    |
| banda Ku | 12 – 18 GHz   |
| banda K  | 18 - 26.5 GHz |
| banda Ka | 26.5 – 40 GHz |
| banda Q  | 30 – 50 GHz   |
| banda U  | 40 – 60 GHz   |
| banda V  | 50 – 75 GHz   |
| banda E  | 60 – 90 GHz   |
| banda W  | 75 – 110 GHz  |
| banda F  | 90 – 140 GHz  |
| banda D  | 110 – 170 GHz |